# Lampung
Lampung är en provins på södra Sumatra i Indonesien. Folkmängden uppgick år 2010 till cirka 7,6 miljoner invånare och den administrativa huvudorten är Bandar Lampung. Provinsens yta uppgår till 35 288,35 km².

## Administrativ indelning
Provinsen är indelad i tolv distrikt och två städer.
Distrikt (Kabupaten):
- Lampung Barat, Lampung Selatan, Lampung Tengah, Lampung Timur, Lampung Utara, Mesuji, Pesawaran, Pringsewu, Tanggamus, Tulang Bawang, Tulang Bawang Barat, Way Kanan

Städer (Kota):
- Bandar Lampung, Metro